# Codiac Transpo
La Commission de transport Codiac (Codiac Transit Commission en anglais), communément appelé Codiac Transpo, est la société publique qui exploite le transport en commun dans le Grand Moncton, au Nouveau-Brunswick.

## Tarifs
Un billet donne droit à un déplacement complet dans une direction, quels que soient le nombre de correspondances ou la durée. Les titres de transport se présentent sous différentes formes: billets, cartes mensuelles ou cartes perforées. Le tarif réduit s'applique aux personnes âgées de plus de 65 ans, aux étudiants et aux enfants, sur présentation d'une carte d’identité.
| Classes d'âges          | Billet | Laissez-passer de 10 trajets | Laissez-passer de 20 trajets | Carte mensuelle |
| ----------------------- | ------ | ---------------------------- | ---------------------------- | --------------- |
| Adultes                 | 3,00$  | 25,00$                       | 43,00$                       | 68,00$          |
| Étudiants et aînés      | 3,00$  | 25,00$                       | 43,00$                       | 53,00$          |
| Enfants (6 ans ou plus) | 3,00$  | 25,00$                       | 43,00$                       | 53,00$          |

Le déplacement est gratuit pour les enfants âgés de moins de 5 ans. Le tarif est de 2,00$ pour les groupes de garderies.

## Lignes
- 1 NorthWest Centre
- 2 NorthWest Centre
- 3 Hildegard
- 4 Connaught
- 5 Elmwood A
- 6 Elmwood B
- 7 Lewisville
- 8 Harrisville
- 9 Bessborough
- 10 Arlington
- 11 Whitefrost
- 12 Riverview East
- 13 MID Park
- 14 Riverview West
- 16 Riverview Express
- 19 Royal Court
- 20 Champlain
- 21 Amirault
- 23 Pinetree Estates